# 10 Oddział Ochrony Pogranicza
10 Oddział Ochrony Pogranicza – zlikwidowany oddział w strukturze organizacyjnej Wojsk Ochrony Pogranicza pełniący służbę na granicy polsko-czechosłowackiej.

## Formowanie i zmiany organizacyjne
10 Oddział Ochrony Pogranicza JW 2219 (Zarządzenie SzSG Nr  053/Org. 30 marca 1946) został sformowany w grudniu 1945 z żołnierzy 2, 6 i 13 Dywizji Piechoty oraz 4 Brygady Pancernej, na podstawie rozkazu NDWP nr 0245/org. z 13 września 1945 według etatu Nr 8/8-B w składzie pięciu komendantur odcinków i 25 strażnic o stanie 2507 wojskowych i 23 pracowników cywilnych. Organizacja Oddziału WOP nr 10. rozpoczęta została w październiku 1945. Miejscem organizacji oddziału stała się Pszczyna. Podstawą organizacji oddziału stały się przydzielone grupy żołnierzy z 2. i 13. DP oraz 4. Brygady Pancernej. Po zakończeniu organizacji oddział w dniach 28–31 października 1945 przejął od 13. DP odcinek granicy południowej od Paczkowa do Zwardonia o długości 291 km i z dniem 1 listopada 1945 przystąpił do pełnienia służby granicznej.

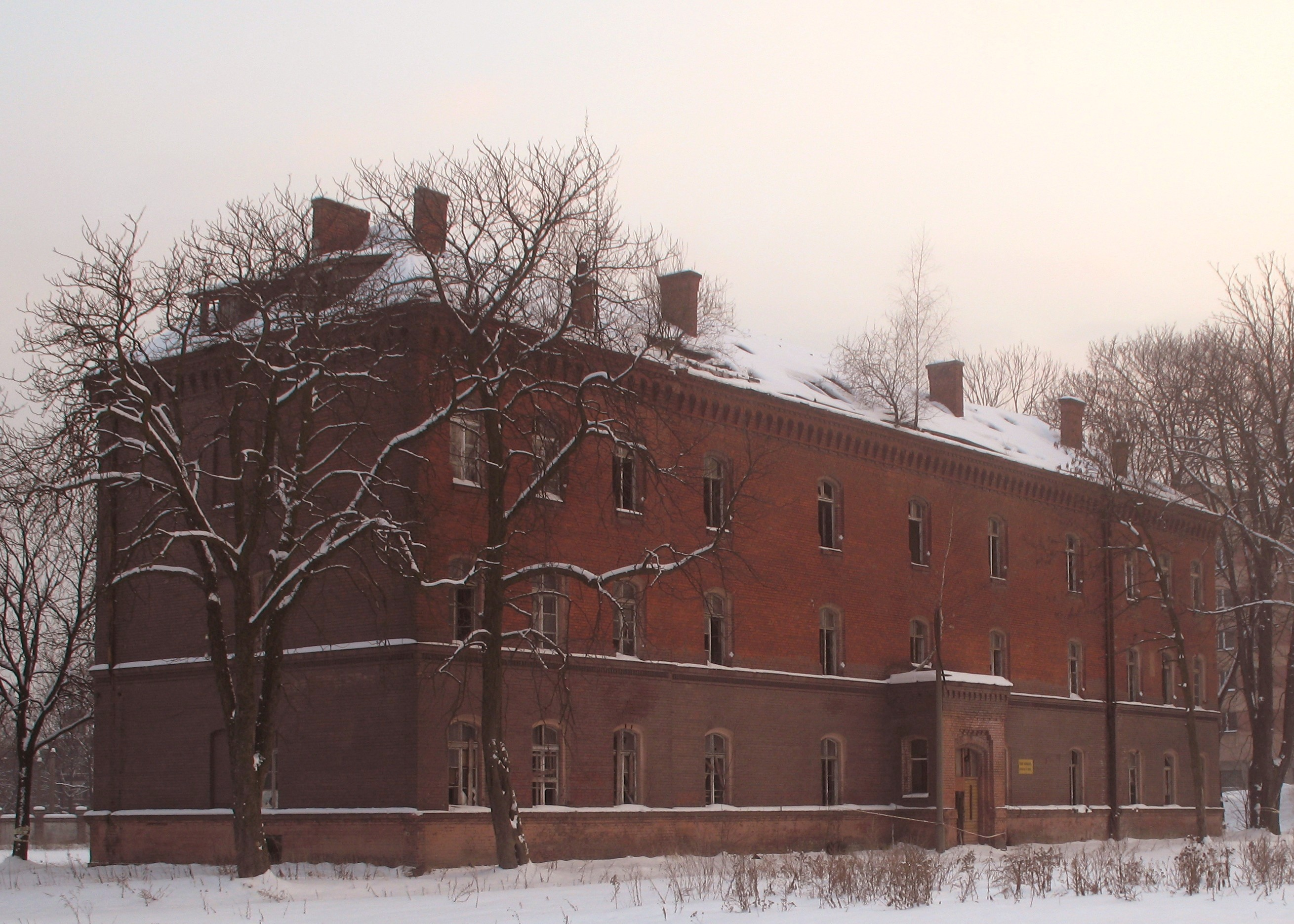
Jeden z budynków koszarowych WOP w Gliwicach (luty 2009)

Sztab oddziału stacjonował w Koźlu (Pszczynie), Rybniku i Gliwicach ul. Nowotki obecnie Daszyńskiego 54/56. Podlegał on IV Śląskiemu Okręgowi Wojskowemu. Organizatorem Oddziału był mjr Aleksander Dołgow – oficer Armii Radzieckiej, który pełnił służbę w Wojsku Polskim. Formowanie oddziału rozpoczęto 20 września 1945.
Na podstawie rozkazu Nr 0153/Org. Naczelnego Dowódcy WP z 21 września 1946 jednostka została przeformowana. Na jej bazie powstał 10 Katowicki Oddział Wojsk Ochrony Pogranicza.

## Struktura organizacyjna oddziału
Stan w 1945:
- Dowódca oddziału
  - Adiutant
- Zastępca ds. polityczno-wychowawczych
  - Wydział polityczno-wychowawczy
- Zastępca ds. liniowych
  - Kierownik służby psów
- Szef sztabu
  - Sztab
- Zastępca ds. wywiadu
  - Wydział wywiadowczy
- Pomocnik ds. gospodarczych
  - Wydział zaopatrzenia materiałowo-technicznego
  - Sekcja kwatermistrzowsko-eksploatacyjna
  - Kompania gospodarcza
- Szef służby inżynieryjnej
- Szef służby samochodowej
- Szef służby chemicznej
- Szef służby sanitarnej
  - Ambulatorium Izba chorych
- Szef służby weterynaryjnej
  - Ambulatorium weterynaryjne
- 44 komenda odcinka – Ustroń[12]
- 45 komenda odcinka – Cieszyn[12]
- 46 komenda odcinka – Racibórz[12]
- 47 komenda odcinka – Głubczyce[12]
- 48 komenda odcinka – Prudnik[12]
- 8 przejściowych punktów kontrolnych (PPK)[i][j][22]:
  - Cieszyn – kolejowy
  - Cieszyn – drogowy
  - Zebrzydowice – kolejowy
  - Rudyszwałd – kolejowy
  - Krzanowice – kolejowy
  - Pilszcz – kolejowy
  - Głubczyce – kolejowy
  - Głuchołazy – kolejowy
- Grupa Manewrowa (175 żołnierzy)[k][12]
- Pluton komendancki.

## Wydarzenia
- 1946 – maj, żołnierze 10 Oddziału OP przeprowadzili akcję w okolicach wsi Kończyce, gdzie zatrzymano 180 osób podejrzanych o przynależność do tajnych organizacji niemieckich[24].

## Sąsiednie oddziały Ochrony Pogranicza
- 9 Oddział Ochrony Pogranicza ⇔ 11 Oddział Ochrony Pogranicza[l].

## Dowódcy oddziału

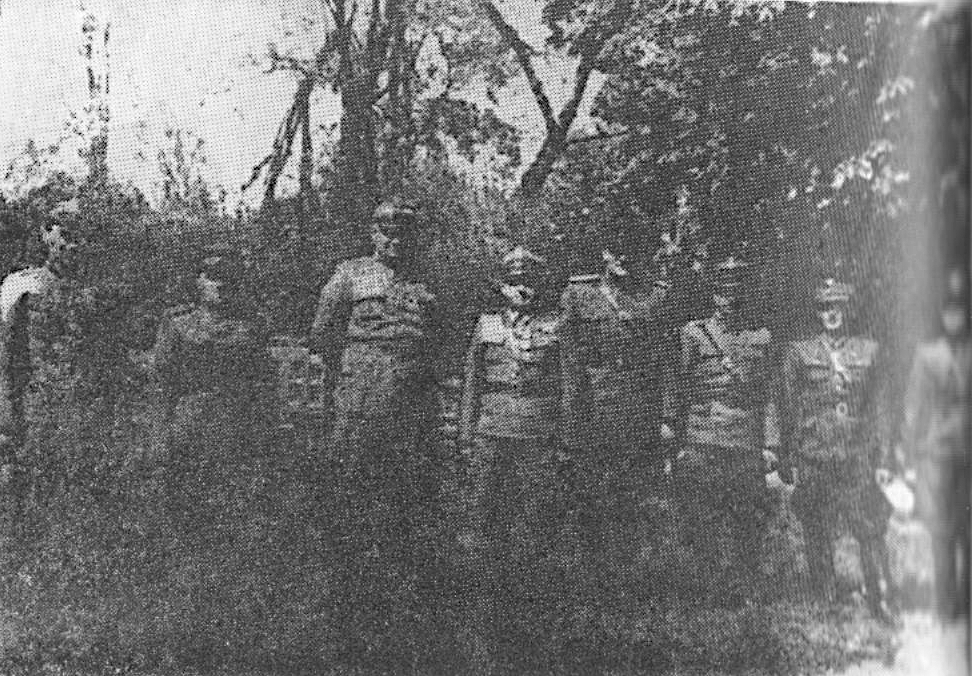
Generał broni Stanisław Popławski d-ca Śląskiego Okręgu Wojskowego w otoczeniu d-ców i z-ców d-ców ds. polityczno-wychowawczych 1, 10 i 11 Oddziałów Ochrony Pogranicza (czerwiec 1946)

- ppłk Wasilij Georgijenko (do 20.10.1945[25])
- płk Aleksander Murawiecki[25] (był na początku 1946)[26]
- ppłk Wincenty Mischke.